# Arrifana (Santa Maria da Feira)
Arrifana é uma vila portuguesa sede da Freguesia de Arrifana do Município de Santa Maria da Feira, freguesia com 5,29 km² de área e 6311 habitantes (censo de 2021), tendo, por isso, uma densidade populacional de 1 193 hab./km².
Dispõe Arrifana de um corpo de bombeiros, uma farmácia, um balcão de CTT, bancos, centro de saúde, centro de dia, centro social e paroquial, vários cafés e pastelarias, postos de abastecimento de combustível, três hipermercados, papelaria/livraria, lojas de comunicações, e agências de viagens, entre outros.

## História

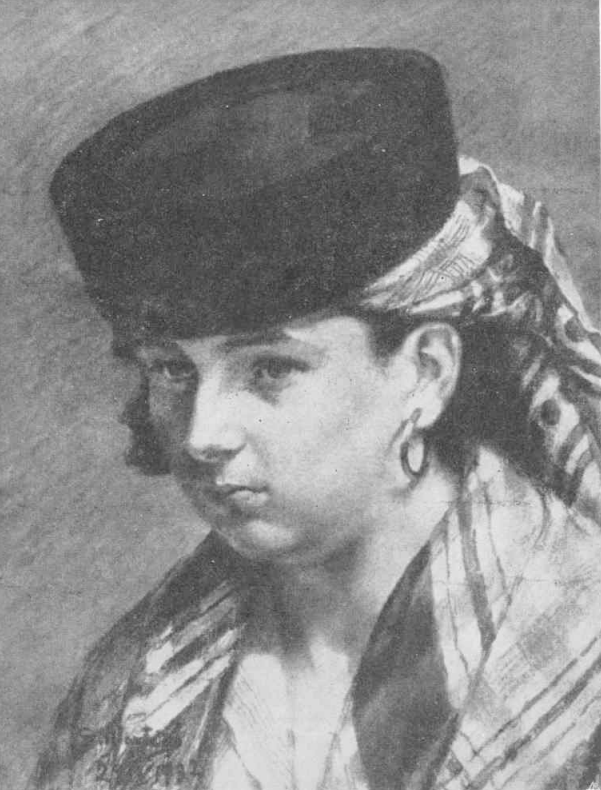
Rapariga de Arrifana (1932), pastel sobre papel, Sofia Martins de Sousa

É terra muito antiga, devendo atribuir-se aos Árabes a sua fundação. A ancestralidade do seu povoamento poderá também ser atestada por restos pré-históricos e por uma ara romana dedicada a Júpiter encontrados na área. Pertenceu à Ordem de Cristo logo após a sua fundação, por D. Dinis, em 1319. O abade foi apresentado pela Casa do Infantado e tinha de rendimento 400$000 réis. A sede da primitiva igreja foi, nos tempos medievais, no lugar de Manhouce (pequeno agregado a poente), sendo esta a designação antiga da freguesia. Ainda no "Censual da Mitra do Porto", dos meados do século XVI, era identificada como Santa Maria de Manhouce de Arrifana. No ano de 1053, uma senhora de nome Godo, filha de Soeiro e de Gontina, mulher de D. Paio, doou metade dos seus bens próprios ao Mosteiro da Vacariça, nos quais se incluiam certas igrejas, entre as quais a de Manhouce (Maniozi). O altar do Sacramento (datado de 1582) ali permaneceu nas ruínas de uma capela até 1915, ano em que foi retirado para a igreja actual. Em documento de meados dos anos 1800 refere-se: "A aldeia onde está a matriz (e que se chama mesmo Arrifana) é arruada e tem boas casas sendo maior do que muitas vilas do reino. É muito abundante de águas e, por isso, muito fértil, e tem bonitas e extensas vistas, descobrindo-se daqui muitas freguesias e grande extensão de mar". Arrifana é nome de região e não de agregado. O núcleo em que se encontram as casas representativas, entre a igreja e o cruzeiro, é ainda denominado Rua. A parte oposta àquela chama-se Outeiro, posto que actualmente cresça a tendência para alargar este nome às duas zonas. A história encerra interessantes tradições.

### Passagem da Rainha Santa Isabel por Arrifana
Reza uma das mais queridas pelo povo que, passando por aqui a Rainha Santa Isabel, em peregrinação a Sant'Iago, na Galiza, pernoitou numa casa onde deu vista a uma cega. E comendo uma laranja azeda, de uma pevide dela nasceu uma laranjeira e as laranjas que ela dava tinham junto ao pé as cinco quinas das armas de Portugal. Agradecidos, os Arrifanenses celebram a Rainha Santa com concorridos festejos no segundo domingo de Julho. Conta-se também que aqui morreu um frade de nome Frei Pascoal e que deixou à freguesia (e guarda a Confraria do Santíssimo) uma cruz de pau, prometendo que, enquanto ela existisse, nunca a peste entraria em Arrifana. Acrescenta o cronista oitocentista que "isto foi aí pelos anos 1600, e o que é certo é que há mais de duzentos anos que aqui não tem havido peste".

### ASantinha de Arrifana
A Serva de Deus Ana de Jesus Maria José de Magalhães, também conhecida por Santinha de Arrifana, viveu no lugar da Rua, na freguesia de Arrifana, durante o século XIX. Sobre o assunto, escreveu um cronista: "Para a Arrifana não perder a posse de ser terra dos milagres, há ali actualmente uma "extática" que, segundo dizem, não come nem bebe há muitos anos e está quase sempre ajoelhada na cama a rezar! Está reduzida a uma múmia vivente". Referia-se, é hoje sabido, à chamada Santinha de Arrifana, que viria morrer com fama de santidade a 25 de março de 1875.

### Invasões Francesas
As Invasões Francesas, que, no princípio do século XIX deixaram marcas no concelho da Feira, estão particularmente ligadas a Arrifana por um episódio horroroso e da mais atroz barbaridade. Na freguesia ergue-se o Monumento aos Mártires em memória dos homens fuzilados pelo exército napoleónico, em 17 de Abril de 1809. O massacre, acompanhado do saque da povoação, surgiu como represália à emboscada montada em Riba-Ul e dirigida por um natural de Arrifana, em que perdeu a vida, entre outros, um oficial francês sobrinho do general Soult. O povo, aflito, fugiu a esconder-se na igreja, mas nem assim escapou aos intentos assassinos dos franceses, que o fez sair ordeiramente, contando um, dois, três, quatro e, chegando ao quinto, agarrando-o para ser fuzilado no Campo da Bussiqueira. Segundo os mais fundamentalistas, terão morrido — entre homens, mulheres e crianças — perto de trezentas pessoas. Só escaparam os que o acaso escondeu por debaixo dos cadáveres.
O monumento (obelisco assente sobre pedestal) foi descerrado em 17 de Abril de 1914, na sequência das comemorações do centenário daquele trágico acontecimento. Uma placa de bronze, na frente, apresenta a cena do fuzilamento, em baixo-relevo, tendo ao fundo uma coroa de louros, com fita, onde se pode ler "Arrifana 1809-1914". No soco da base está um pequena placa, com as seguintes datas e letras abertas: "1809-1959/J. F. A." Do lado direito, uma outra placa com a seguinte inscrição: "Erigido/Pelo Povo de Arrifana/No/Primeiro Centenário/Da/Guerra Peninsular/Com o concurso/Da/Comissão Oficial Executiva/Do/Dito Centenário". Do lado posterior a placa reza: "Aos 17 de Abril de 1809/Foram barbaramente/Trucidados e fuzilados/Pelas tropas de Soult/71 mancebos de Arrifana/E lugares próximos em/ /Represália de um ataque/Dirigido contra alguns oficiais e soldados/Franceses". A placa da esquerda diz simplesmente: "Solenemente/Inaugurado/Em/17 de Abril de 1914".

## Demografia
A população registada nos censos foi:
| Distribuição da População por Grupos Etários | Distribuição da População por Grupos Etários | Distribuição da População por Grupos Etários | Distribuição da População por Grupos Etários | Distribuição da População por Grupos Etários |
| -------------------------------------------- | -------------------------------------------- | -------------------------------------------- | -------------------------------------------- | -------------------------------------------- |
| Ano                                          | 0-14 Anos                                    | 15-24 Anos                                   | 25-64 Anos                                   | > 65 Anos                                    |
| 2001                                         | 1012                                         | 916                                          | 3699                                         | 917                                          |
| 2011                                         | 934                                          | 655                                          | 3689                                         | 1273                                         |
| 2021                                         | 726                                          | 653                                          | 3351                                         | 1581                                         |

## Geografia
Arrifana foi elevada a vila em 8 de agosto de 1985 e conta com cerca de 6300 habitantes. Situada numa planície elevada, dista 4 km da sede do município. Confina com Escapães, a Norte; São João da Madeira e Cucujães, a sul; Milheirós de Poiares, a nascente; e Mosteirô e Fornos a poente.

## Administração
A Junta de Frequesia situa-se na Avenida do Corgo, nº 58, 3700-460 Arrifana.

## Património
- Capela de Santo Estevão da Arrifana
- Monumento da guerra Peninsular
- Casa da Santinha de Arrifana, Ana de Jesus, Serva de Deus, situada no lugar da rua
- Igreja Matriz de Arrifana
- Capela de Nossa Senhora do ó situada no lugar da Rua
- Capela de São Pedro
- Palacetes e Casas antigas
- Alminhas dos fuzilados